# Richard Pickersgill
Richard Pickersgill (West Tanfield, 18 aprile 1749 – Londra, luglio 1779) è stato un ufficiale britannico che accompagnò James Cook nei suoi due viaggi nei mari del sud.
Nacque vicino a Ripon da Richard e Ann Pickersgill. Era nipote di John Lee, un domestico di George Jackson, un ufficiale nell'ammiragliato britannico. Si presume che fu proprio suo zio a raccomandarlo per il suo primo viaggio.
Nel 1776, all'età di 17 anni partecipò alla circumnavigazione del mondo sotto il capitano Samuel Wallis sull'HMS Dolphin. Due anni più tardi, servì come Master's mate sull'HMS Endeavor, che salpò con James Cook nel suo primo viaggio a sud. Durante la spedizione impressionò profondamente l'esploratore per le sue capacità da professionista, per il suo giudizio e per il suo rapporto con i nativi. Quando il mastro Robert Molineux morì nel viaggio di ritorno, Richard venne promosso al suo grado il 16 Aprile 1771. A Londra venne promosso a tenente. Il 13 Luglio 1772 accompagnò Cook sull'HMS Resolution nel suo secondo viaggio.
Non si unì al terzo viaggio di Cook, ma nell'Aprile 1776 prese il comando della Lyon alla volta della Baffin Bay, sulla costa est del Canada.
Morì tragicamente nel 1779, a 30 anni, quando annegò nel Tamigi.